# Lucius Fulvius Aburnius Valens
Lucius Fulvius Aburnius Valens (* um 100 n. Chr.) war ein klassischer römischer Rechtsgelehrter. Nachweislich wirkte er in der Zeit von Hadrian bis Antoninus Pius im 2. Jahrhundert n. Chr. Vater des Aburnius Valens war wohl der Politiker Gaius Aburnius Valens.
Aburnius Valens muss – nach Auskunft des etwa gleichaltrigen Pomponius – ein bedeutendes, von Pomponius auch gern zitiertes, Haupt der sabinianischen Rechtsschule gewesen sein, denn er nennt ihn mit Vorrang vor dem für die Nachwelt besonders bedeutsamen Julian.
Ein Werk, das Aburnius Valens aufgrund des Index Florentinus, des Werkverzeichnisses der Digesten, gesichert zugeordnet werden kann, ist die Monografie De fideicommissis libri VII. In sieben Büchern beleuchtet und kommentiert er das Recht des römischen Fideikommisses, der in der Rechtspraxis von erheblicher Bedeutung und die Nachfrage nach qualifizierten Lösungen groß war. Auch Pomponius verfasste zum Thema fünf Bücher, Gaius zwei, Volusius Maecian, des Kronprinzen Mark Aurels Rechtslehrer, gar sechzehn. Aburnius Valens’ Beitrag fand bei den Kompilatoren der justinianischen Digesten (diese Bestandteil des Corpus iuris civilis) besondere Beachtung und wurde aufgenommen.
Zweifelhaft hingegen ist, ob ihm auch die Schrift Actionum libri zugewiesen werden kann. Unter Beipflichtung durch Otto Lenel, nährte Paul Krüger daran Zweifel, denn er sah die Urheberschaft des exzerpierten Inhalts bei Claudius Venuleius Saturninus.